# Rosenhammer (Waldershof)
Der Weiler Rosenhammer (Waldershof) ist ein Stadtteil von Waldershof im Oberpfälzer Landkreis Tirschenreuth.

## Lage
Der Weiler liegt ca. 700 m östlich von Waldershof, direkt an der Kössein. Durch Rosenhammer führt der Der Goldsteig von Marktredwitz bis Rötz.

## Geschichte
Rosenhammer gehört 1560 zur Pflege Waldershof.
Die niedere Gerichtsbarkeit sowie die Steuer gehörten zum Kloster Waldsassen, die hohe Gerichtsbarkeit wurde von der kurbayerischen Herrschaft Waldsassen ausgeübt. Hier befand sich von 15. bis zum 17. Jahrhundert der Eisenhammer Rosenhammer. Die Flurbezeichnung Hammereck (jetzt Hammerholz) und der Hammerweg von Waldershof erinnern noch heute an dieses Werk. Auf dem historischen Plan von Rosenhammer um 1800 sind noch vier  Wasserräder eingezeichnet. 1808 werden in dem zu Waldershof gehörenden Ort fünf Wohngebäude und 26 Einwohner genannt, 1961 waren es drei Häuser und 17 Einwohner.